# West Manchester (Ohio)
West Manchester es una villa ubicada en el condado de Preble en el estado estadounidense de Ohio. En el Censo de 2010 tenía una población de 474 habitantes y una densidad poblacional de 672,84 personas por km².

## Geografía
West Manchester se encuentra ubicada en las coordenadas 39°54′12″N 84°37′35″O / 39.90333, -84.62639. Según la Oficina del Censo de los Estados Unidos, West Manchester tiene una superficie total de 0.7 km², de la cual 0.7 km² corresponden a tierra firme y (0%) 0 km² es agua.

## Demografía
Según el censo de 2010, había 474 personas residiendo en West Manchester. La densidad de población era de 672,84 hab./km². De los 474 habitantes, West Manchester estaba compuesto por el 95.36% blancos, el 1.9% eran afroamericanos, el 0.42% eran amerindios, el 0% eran asiáticos, el 0% eran isleños del Pacífico, el 0.21% eran de otras razas y el 2.11% pertenecían a dos o más razas. Del total de la población el 1.05% eran hispanos o latinos de cualquier raza.